# Haematopota adami
Haematopota adami är en tvåvingeart som beskrevs av Ovazza, Hamon och Rickenbach 1956. Haematopota adami ingår i släktet Haematopota och familjen bromsar.
Artens utbredningsområde är Elfenbenskusten. Inga underarter finns listade i Catalogue of Life.